# لاكي بالويي
لاكي بالويي (بالإنجليزية: Lucky Baloyi)‏ هو لاعب كرة قدم جنوب أفريقي في مركز الدفاع، ولد في 19 يونيو 1991 في موكوبانى ‏ في جنوب أفريقيا. لعب مع كايزر تشيفز وموروكا سوالوز.

## وصلات خارجية
- لاكي بالويي على موقع قاعدة بيانات كرة القدم.إي يو (الإنجليزية)
- لاكي بالويي على موقع Soccerway.com (الإنجليزية)
- لاكي بالويي على موقع عالم كرة القدم.نت (الإنجليزية)